# Gonzalagunia exigua
Gonzalagunia exigua är en måreväxtart som beskrevs av B.Ståhl. Gonzalagunia exigua ingår i släktet Gonzalagunia och familjen måreväxter. Inga underarter finns listade i Catalogue of Life.